# En traversant la rue
En traversant la rue est une peinture à l'huile sur bois (46 × 37,5 cm) du peintre italien Giovanni Boldini conservée au Clark Art Institute à Williamstown (Massachusetts) aux États-Unis depuis 1955. 

## Parcours de l'œuvre
Propriété d'Alexis Febvre de Paris, en 1876, puis de Knoedler de New York, elle est vendue à Robert Sterling Clark (en), le 31 décembre 1925 ; le Clark Art Institute à Williamstown (Massachusetts) aux États-Unis la conserve depuis 1955 à la constitution du musée par le  legs Francine Clark et la mort de son mari en 1956.

## Description
L'œuvre, qui représente une jeune femme traversant une rue de Paris,  semble un instantané restituant l'animation dans la ville. Au premier plan, une femme blonde, Berthe le modèle de Boldini à cette époque, élégamment vêtue, traverse une rue pavée. Elle serre contre elle un bouquet de fleurs tout en relevant sa jupe pour avancer plus facilement. Ce faisant, elle montre son jupon, attirant le regard de l'homme qui passe derrière elle dans un  fiacre, et qui se penche à la portière pour mieux regarder le charmant spectacle.

## Analyse
La composition très étudiée, avec la structuration progressive des plans en profondeur, confère à l'œuvre une dimension narrative presque théâtrale. Les effets de symétrie permettent de créer une impression de mouvement, grâce aux deux voitures s'éloignant l'une de l'autre et aux personnages, tous solitaires, qui partent dans des directions différentes : l'homme dans la voiture, les deux femmes dos à dos, le petit chien. L'horizon est fermé par les immeubles et les magasins affichant « Réparation de meubles en tous genres » et « Chemiserie, bonnets, lingerie » qui forment comme un mur de fond de scène qui accentue la dimension théâtrale de la composition.